# Жидово (Куявсько-Поморське воєводство)
Жидово (пол. Żydowo) — село в Польщі, у гміні Любранець Влоцлавського повіту Куявсько-Поморського воєводства.
Населення — 242 особи (2011).
У 1975-1998 роках село належало до Влоцлавського воєводства.

## Демографія
Демографічна структура станом на 31 березня 2011 року:
|          | Загалом | Допрацездатний вік | Працездатний вік | Постпрацездатний вік |
| -------- | ------- | ------------------ | ---------------- | -------------------- |
| Чоловіки | 113     | 11                 | 86               | 16                   |
| Жінки    | 129     | 27                 | 73               | 29                   |
| Разом    | 242     | 38                 | 159              | 45                   |